# サングシュコ家

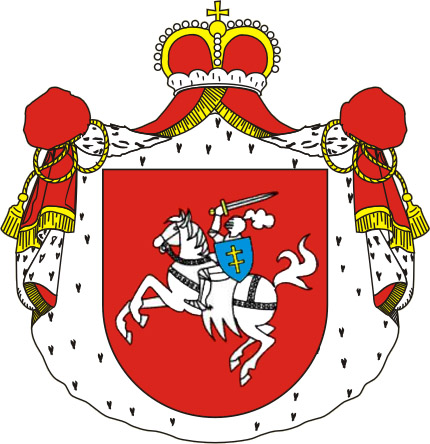
サングシュコ家の「リトアニア騎手（Pogoń Litewska）」の紋章

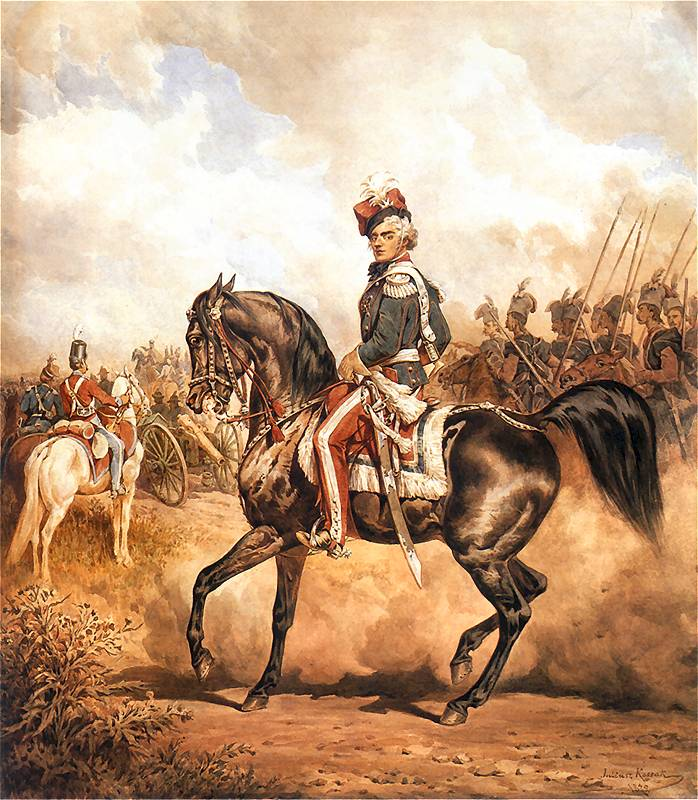
エウスタヒ・エラズム・サングシュコ

サングシュコ家（ポーランド語：Sanguszko；ウクライナ語：Сангушко；ベラルーシ語：Сангушка）は、ルテニアに起源をもつポーランド・リトアニアの上級貴族の家系で、ゲディミナス朝の流れをくむ公の家系の一つ。ポーランド・リトアニア共和国の他の公の家系と同じく、その出自ははっきりしない。現在の歴史家たちは一族の始祖をアルギルダスの孫の一人で、コヴェルとリュボムィルの領主だったアレクサンドル・フョードロヴィチだとする意見を支持しており、その名前の短縮形「サングシュ（Sangush）」が家名の由来であり、一族はその2人の息子アレクサンドルとミハイルの血を引いていると考えられている。
嫡流であるサングシュコ＝コシルスキ家（Sanguszko-Koszyrski）は1653年にアダム・アレクサンデル・サングシュコの死により断絶した。シモン・サムエル・サングシュコに始まる傍系のサングシュコ＝コヴェルスキ家（Sanguszko-Kowelski）は、自らの先祖をアルギルダスの弟リュバルタスであると誤認し、後にはサングシュコ＝リュバルトヴィチ家（Sanguszko-Lubartowicz）と名乗った。
リトアニア宮内長官を務めたパヴェウ・カロル・サングシュコは、オストロフのオルディナツィアの女子相続人だったマリアンナ・ルボミルスカと結婚したことで、莫大な財産を獲得した。スラヴュタ（現在のウクライナ）にあった彼の宮殿は、「サングシュコ絨毯」として知られるペルシア絨毯の有名な収集品で美しく飾られた。しかし、その長男であったヤヌシュ・アレクサンデル・サングシュコの放蕩によって、オストロフの大所領は失われた。その異母弟ヒェロニム・ヤヌシュ・サングシュコ（1743年 - 1812年）はスラヴュタに養馬場を建設し、一族はアラブ種の馬の品種改良で知られるようになった。
ポーランド分割ののち、ヒェロニム・ヤヌシュの息子エウスタヒ・エラズム・サングシュコは、コシチュシュコ蜂起とナポレオンによるロシア遠征を戦った。その息子ロマン・スタニスワフ・サングシュコは、11月蜂起で司令官として戦い、シベリアに流刑とされた。彼の物語はジョゼフ・コンラッドの短編小説「ロマン公」（1910年）に描かれている。第二次世界大戦期にガリツィアがウクライナに併合されると、サングシュコ家はグムニスカとスラヴュタの所領およびリヴィウにある宮殿を失い、ブラジルに亡命した。
現在、一族の当主は母方からポリニャック家の血を引く、サンパウロ在住のパヴェウ・フランチシェク・サングシュコ（1973年 - ）である。